# Gōjū-Ryū
Gōjū-Ryū este unul din cele patru mari stiluri de karate care își au originea pe insula Okinawa. Gōjū-Ryū karate este un stil care unește tehnici dure cu tehnici și mișcări moi, evaziuni moi cu atacuri dure.

## Termenul
Gō însemnă "rigiditate"(forta) având aici semnificația de "forța externă", iar jū înseamnă "moale"(suplete) semnificând "puterea internă". Ryū înseamnă "dragon" în limba japoneză, dar și "școală"(cale). Așdadar, Gōjū-Ryū Karate s-ar putea traduce prin "școala forței și a supleței" sau "calea forței și a supleței".

## Scurt istoric
Gōjū-Ryū este stilul de karate care probabil menține cele mai multe elemente originare chinezești. Dezvoltarea acestui stil specific a început probabil prin Kanryo Higashionna, (1850-1915), originar din Naha, Okinawa. Se crede că a studiat boxul chinezesc în China timp de mulți ani, probabil stilul hung al shao lin chuan la maestrul de kung fu Liu Liu Ko, de care se zice că ar fi fost pantofar.
După întoarcerea pe Okinawa, Kanryo Higashionna a fondat o școală proprie de arte marțiale, care se distinge prin integrarea de go-no (dur) și ju-no (moale) kempo într-un singur sistem. [Termenul de "karate" ("mâna goală") nu exista înca pe vremea aceea, și stilul lui Higashionna era cunoscut sub denumirea de naha-te (stilul din Naha; te este denumirea unui sistem de arte marțiale de pe Okinawa).
Elevul cel mai prominent al lui Higashionna a fost Miyagi Chojun (1888-1953), care este și cel care a dat numele de goju-ryu stilului, motiv din care uneori el este numit ca fondatorul stilului. După moartea lui Higashionna, Miyagi a studiat și el în China, întorcându-se la Naha în 1918. Folosirea de tehnici "tensho" sau "moi" în goju-ryu relevă o influență puternică a stilului chinezesc de kung-fu denumit stilul Fukien Cocor Alb (Fujian Bai He în limba chineză). Influența acestui stil se datorează probabil lui Miyagi Chojun, care se crede că a studiat acest stil în timpul șederii sale în China.
Denumirea stilului a avut loc mai degrabă "prin accident": în 1930, numeroși maeștrii de arte marțiale japonezi l-au întrebat pe Jin’an Shinzato (elevul cel mai cunoscut al lui Chojun Miyagi) cu ocazia unei șederi la Tokyo cum se numește stilul pe care-l practică. Deoarece naha-te nu avea un nume formal, nu a putut denumi stilul. După întoarcerea la Naha/Okinawa, și după relatarea incidentului, Chojun Miyagi a decis alegerea numelui de Goju-Ryu (școala dură și moale) pentru acest stil moștenit de la Kanryo Higashionna și dezvoltat mai departe de el însuși. Acest termen (goju) l-a preluat dintr-un text clasic chinezesc printre altele despre arte marțiale (Bubishi). Acolo, într-un poem numit "Hakku Kenpo" ("cele opt legi ale pumnului") apare: "felul de respirație este duritate și moliciune, și totul în univers inhalează moale și exhalează dur".

## Kata
În antrenamentul de karate, seturi pre-aranjate de mișcări și tehnici, aranjamente ritualizate de lupte, numite kata joacă un rol fundamental. Kata-urile pot fi înțelese ca un "manual viu" în care tehnicile și filozofia de karate se transmit peste generații.
Kata-urile predate în Goju-Ryu sînt mai degrabă tradiționale și deobicei li se acordă o mai mare atenție decît confruntărilor kumite (sau lupte libere, sparring).

### Kata-uri tradiționale Goju

#### Taikyoku kata
Taikokyu se predă numai în stilul Gojuryu japonez al școlii Maestrului Gogen Yamaguchi(JKGA și IKGA) la gradele de la kukyu la rokukkyu . Taikyoku-urile din Goju-Ryu (taikyoku jodan, taikyoku chudan și taikyoku gedan, taikyoku kake uke, taikyoku mawashi uke) sunt versiuni adaptate de Marele Maestru Yamaguchi Gogen pentru acest stil, similare cu taikyoku-urile originale, create de Gichin Funakoshi și care sînt predate azi de exemplu în kyokushin karate și shaolin karate. Aceste katas conțin elemente de bază de blocks (aparări) și atac, precum mișcarea în patru direcții.

#### Gekisai kata
Gekisai Dai (cauta si distruge)
Gekisai kata se predă de regulă la gradele de la hachikyu la rokukyu (centură galbenă la verde). Gekisai integrează lovituri de picior cu blocks și lovituri cu pumnul, și introduce folosirea de tehnici tensho (moi), mișcări în opt direcții, mișcări laterale și înapoi, și poziția nekoashi dachi (poziția picior de pisică). Unele pasaje se apropie de tehnici "de intrare" folosite în aikido.
Există două versiuni: Gekisai Dai Ni, care incorporează tehnici mai "moi" decât Gekisai Dai Ichi, urmărind însă aceeași schemă.
Age uke urmat de intrarea în sanchin și lovitura jodan trebuie executat în forță, distructiv, respirația și timing-ul sunt foarte importante. Lovitura de picior, mae geri, se execută la nivel gedan. Cu toate acestea există și un ritm la orice kata .

#### Saifa kata
Saifa kata se predă la nivelele de la gokyu la sankyu (centură verde la maro). Printre altele, saifa instruiește apărări și contre la atacuri prin prindere/apucare de către unul sau doi adversari. Tehnica centrală a acestei kata este lovitura de picior din poziția de cocor. Schema de picioare (footwork) este asemanatoare cu cele ale taikokyu katas. De asemenea el întărește și trupul prin mișcările ample executate și respirația adecvată; la fiecare mișcare cel puțin se dă aerul afară o dată pe numărătoare.

#### Seiyunchin kata
Seiyunchin kata de obicei se predă la nivelele de la sankyu la ikkyu (centură maro). Seiyunchin se traduce cu "controleză, oprimă, trage", ceea ce este o denumire adecvată, deoarece această kata demonstrează tehnici de dezechilibrare, aruncare și prindere a advresarului. Piesa centrală din schema acestei kata este preluată direct din stilul de kung-fu Cocor Alb (White Crane).

#### Shisochin kata
Shisochin scoate în evidență conceptul de bază a goju-ryu, duritatea și moalele, integrate într-un ansamblu. Această kata schimbă între poziții de luptă la distanță mare și luptă apropiată ("intrarea în adversar"). Shisochin era kata preferată a lui Miyagi Chojun; el zicea că se potrivește cel mai bine tipului său de corp.

#### Sanseiru kata
Sanseiru kata ("treizeci și șase de mișcări") se practică la nivele mai înalte de centură neagră. Numărul de treizeci și șase provine din mitologia buddhistă. Această kata conține combinații complexe de lovituri cu mâna/pumnul și e de origine chinezească.

#### Sepai, Kururunfa, Seisan, și Suparinpei
Aceste patru kata-uri alcătuiesc un set mai subtil și care conține multe mișcări ascunse, al căror adevărat înțeles este greu de deslușit. Tehnicile sunt mascate pentru a ascunde pentru ne-inițiați înțelesul și aplicabilitatea lor. 
Kururunfa - acest kata este de origine chinezească, practic forma s-a păstrat neschimbată.
Suparinpei - 108 - îmbină elementele ju cu cele go.

#### Sanchin kata
Sanchin kata conține tehnicile cele mai simple, dar în mod paradoxal este totuși cea mai dificilă de dusă la perfecție. Sanchin se învață deseori la nivel de centură neagră, cu toate că e destul de simplă pentru a putea fi predată și la nivel de centură albă. Asta chiar se practică uneori, pentru a da elevului timp de a o stăpâni bine când ajunge la centura neagră.
În sanchin kata ca de altfel în toate kata specifice Gojuryu apare această poziție specifică de picioare - anume sanchin dachipicior de porumbel folosită de pescarii din sudul Chinei, și mai este numită "poziție a celor trei bătălii" datorită efectelor energetice cunoscute de adevărații practicanți. Ca și această kata, sanchin dachi este o poziție aparent foarte simplă (și de origine foarte veche, chinezească), și totuși greu de stăpânit.
Corect executată, sanchin kata urmează stilul "dur" de karate. Practic toți mușchii vor fi flexați și tensionați parcurgând schema de kata, făcând-o astfel și una din cele mai epuizante. În tradiția chinezească, sanchin kata antrenează și folosirea de chi (ki în japoneză) pentru situații de antrenament și de luptă. Această kata poate chiar fi văzută ca o formă de qi-gong din wushu-ul chinezesc.

#### Tensho kata
Tensho a fost creată de Chojun Miyagi. Se supranumește "mâini rotitoare" și constituie o combinație de tensiune dură, dinamică cu respirație adâncă și mișcări fluide de mâini. Tehsho kata este foarte caracteristică pentru stilul Goju-Ryu.

## Goju Kai
Celebrul, apreciatul și charismaticul maestru Gogen Yamaguchi "the Cat / pisica" (1909-1989), cunoscut pentru preferința lui de a folosi poziția neko-ashi dachi (poziția "picior de pisică"), a fondat Goju Ryu Kai (Asociația de Goju ryu din insula Niponă JKGA și IKGA).

## În România
În România se află membru cu drepturi depline asociația IKGA România-vezi site Sensei ursu.ro- singura asociație care are dreptul și confirmarea Maestrului Conducător Saiko Shihan Yamaguchi Goshi precum și a Vicepreședintelui IKGA Ingo De Jong.